# Röderthal
Röderthal, auch Röderthalerhof, ist ein Weiler, der zur im rheinland-pfälzischen Landkreis Bad Dürkheim liegenden Ortsgemeinde Elmstein gehört. 

## Lage
Er besteht lediglich aus ein paar Häusern und liegt mitten im Pfälzerwald versteckt zwischen dem Hauptort der Gemeinde sowie den Ortsteilen Schafhof und Iggelbach.

## Geschichte
Er entstand um das Jahr 1706.